# Хенрард, Йоханнес Теодор
Йоханнес Теодор Хенрард (нидерл. Johannes Theodoor Henrard или нидерл. Jan Theodoor Henrard, 1881 — 1974) — нидерландский ботаник и миколог.

## Биография
Йоханнес Теодор Хенрард родился в 1881 году.
Он внёс значительный вклад в ботанику, описав множество видов семенных растений.
Йоханнес Теодор Хенрард умер в 1974 году.

## Научная деятельность
Йоханнес Теодор Хенрард специализировался на семенных растениях и на микологии.

## Почести
Род растений Henrardia C.E.Hubb. был назван в его честь.